# Episodi di N.Y.P.D. (prima stagione)
La prima stagione della serie televisiva N.Y.P.D. è stata trasmessa in anteprima negli Stati Uniti d'America dalla ABC tra il 5 settembre 1967 e il 19 marzo 1968.
| nº | Titolo originale                       | Titolo italiano | Prima TV USA      | Prima TV Italia |
| -- | -------------------------------------- | --------------- | ----------------- | --------------- |
| 1  | Shakedown                              |                 | 5 settembre 1967  |                 |
| 2  | Fingerman                              |                 | 12 settembre 1967 |                 |
| 3  | The Screaming Woman                    |                 | 19 settembre 1967 |                 |
| 4  | Fast Gun                               |                 | 26 settembre 1967 |                 |
| 5  | Walking Target                         |                 | 3 ottobre 1967    |                 |
| 6  | Money Man                              |                 | 10 ottobre 1967   |                 |
| 7  | Old Gangsters Never Die                |                 | 17 ottobre 1967   |                 |
| 8  | To Catch a Hero                        |                 | 31 ottobre 1967   |                 |
| 9  | Murder for Infinity                    |                 | 7 novembre 1967   |                 |
| 10 | The Pink Gumdrop                       |                 | 14 novembre 1967  |                 |
| 11 | The Witness                            |                 | 21 novembre 1967  |                 |
| 12 | The Boy Witness                        |                 | 28 novembre 1967  |                 |
| 13 | Joshua Fit the Battle of Fulton Street |                 | 5 dicembre 1967   |                 |
| 14 | The Bombers                            |                 | 12 dicembre 1967  |                 |
| 15 | Wire Finish                            |                 | 19 dicembre 1967  |                 |
| 16 | Cruise to Oblivion                     |                 | 26 dicembre 1967  |                 |
| 17 | The Patriots                           |                 | 2 gennaio 1968    |                 |
| 18 | The Red Headed Pigeon                  |                 | 16 gennaio 1968   |                 |
| 19 | Which Side Are You On?                 |                 | 30 gennaio 1968   |                 |
| 20 | Cry Brute                              |                 | 6 febbraio 1968   |                 |
| 21 | Last Port of Call                      |                 | 13 febbraio 1968  |                 |
| 22 | Macho                                  |                 | 20 febbraio 1967  |                 |
| 23 | Stones                                 |                 | 27 febbraio 1968  |                 |
| 24 | The Private Eye Puzzle                 |                 | 5 marzo 1968      |                 |
| 25 | Nothing is Real But the Dead (Part 1)  |                 | 12 marzo 1968     |                 |
| 26 | Nothing Is Real But the Dead (Part 2)  |                 | 19 marzo 1968     |                 |